# Ibar Rocks
Die Ibar Rocks sind zwei Klippenfelsen im Archipel der Südlichen Shetlandinseln. Sie liegen 300 m östlich des Bonert Rock und 1 km südöstlich des Canto Point von Greenwich Island.
Der Name Islote Ibar bzw. Islote Teniente Ibar ist auf chilenischen Landkarten aus den 1950er Jahren für den größeren der beiden Felsen verzeichnet. Nach hydrographischen Vermessungen der Royal Navy mit dem Antarktispatrouillenboot HMS Protector im Jahr 1964 wurde die Benennung beim Übertrag ins Englische auf den zweiten Felsen ausgedehnt. Namensgeber ist Leutnant Mario Ibar Pinochet, der die Eröffnungsfeierlichkeiten der chilenischen Arturo-Prat-Station auf Greenwich Island im Jahr 1947 geleitet hatte.